# Oscar Calics
Oscar Osvaldo Calics, né le 18 novembre 1939 à Buenos Aires en Argentine, est un joueur de football international argentin, qui évoluait au poste de milieu de terrain, avant de devenir ensuite entraîneur.

## Biographie

### Carrière de joueur

#### Carrière en club
Avec le club de San Lorenzo de Almagro, il remporte un titre de champion d'Argentine.
Avec l'équipe de l'Atlético Nacional, il remporte un championnat de Colombie.

#### Carrière en sélection
Avec l'équipe d'Argentine, il joue 6 matchs (pour aucun but inscrit) entre 1966 et 1967. 
Il figure dans le groupe des sélectionnés lors de la Coupe du monde de 1966. Lors du mondial organisé en Angleterre, il joue un match contre la Suisse.

## Palmarès
| Banfield - Championnat d'Argentine D2 (1) : - Champion : 1962. |  | San Lorenzo de Almagro - Championnat d'Argentine (1) : - Champion : 1968 (Metropolitano). |  | Atlético Nacional - Championnat de Colombie (1) : - Champion : 1973. |